# Friedrich I. (Diepholz)
Friedrich I. von Diepholz († 1529 in Essen) war von 1510 bis zu seinem Tod Edler Herr von Diepholz.

## Leben
Friedrich I. war der Sohn von Rudolf VIII. von Diepholz und Elisabeth zur Lippe.
Nach dem Tod Rudolfs VIII. im Jahr 1510 übernahmen zunächst dessen Söhne Friedrich I., Konrad XII. und Johann VI. gemeinsam die Regierung. Die geringen Einkünfte des Territoriums erlaubten auf Dauer aber keinen ausreichenden Unterhalt für die Brüder, weshalb es 1514 zu einer vertraglichen Einigung kam, die Friedrich I. die alleinige Regierung übertrug, während Konrad und Johann mit Kanonikerstellen im Erzstift Köln abgefunden wurden.
Nachdem bereits sein Vater 1482 den Titel eines Grafen für sich in Anspruch genommen hatte, urkundete auch Friedrich I. regelmäßig als solcher. Die endgültige Anerkennung des Grafenstandes erreichte jedoch erst sein Bruder Johann VI.
1519 eskalierte ein ursprünglicher Konflikt zwischen dem Fürstbischof von Hildesheim und seinem Stiftsadel zur sogenannten Hildesheimer Stiftsfehde, in den auch die umliegenden Reichsfürsten hineingezogen wurden. In dieser stand Friedrich auf Seiten des Bischofs Johannes IV. von Sachsen-Lauenburg gegen Herzog Heinrich II. zu Braunschweig-Lüneburg. Die Herzöge von Braunschweig-Lüneburg aber waren seit einem Vertrag von 1510 die Lehnsherren von Diepholz. Zur Sicherung seiner Territorien übertrug er 1521 den letzten ihm verbliebene Allodialbesitz um die Auburg an Landgraf Philipp I. von Hessen und nahm ihn wieder zu Lehen, was das Ende der Landeshoheit bedeutete. Als Teil der Hildesheimer Koalition traf ihn 1522 die von Kaiser Karl V. verhängte Reichsacht, doch konnte er 1523 im Quedlinburger Rezess, mit dem die Fehde endete, die Herrschaft über Diepholz behaupten.
Unter dem Einfluss seiner Gemahlin Eva von Regenstein führte er 1528 die Reformation in seinen Ländern ein.
Friedrich I. starb 1529 während eines Besuchs bei seiner Schwester Irmgard, die 1505 als Nonne in die Fürstabtei Essen eingetreten war.
Da sein Sohn Rudolf noch ein Kind war, kehrte dessen Onkel Johann VI. aus Köln zurück und übernahm die Regierung. Um die Nachfolge des Neffen nicht zu beeinträchtigen, gestand er seiner Schwägerin zu, nur eine morganatische Ehe zu schließen.

## Ehe und Nachkommen
1523 heiratete er Eva von Regenstein, die Tochter des Grafen Ulrich VIII. von Regenstein.
Aus der Ehe gingen hervor:
- Anna ⚭ Adolf von Schuren, Herr von Horst an der Ruhr († 1552)
- Rudolf IX. (* 1524; † 1560) ⚭ 1549 Gräfin Margareta von Hoya (* 1527; † 1596), Äbtissin in Bassum: 1541–1549, Tochter des Grafen Jobst II. von Hoya und Ermengard zur Lippe